# 妊馬血清性性腺刺激ホルモン
妊馬血清性性腺刺激ホルモン（にんばけっせいせいせいせんしげきホルモン、pregnant mare serum gonadotropin、PMSG）とはα、βの二量体タンパク質である、分子量53000の糖タンパク質ホルモン。馬絨毛性性腺刺激ホルモン（うまじゅうもうせいせいせんしげきホルモン、equine chorionic gonadotropin、eCG）とも呼ばれる。
妊娠初期の馬の子宮内膜杯で生成、分泌される。分子量が大きいため、腎臓の濾過装置を通過できないため、尿中に排泄されず、血清中のみに出現する。また、血中濃度が長時間にわたり維持される。妊娠60~80日で血中濃度がピークに達する。卵胞刺激ホルモン（FSH）様の作用を示し、弱いながらも黄体形成ホルモン（LH）様の作用も示す。妊娠黄体の維持、副黄体の形成に関与する。過剰排卵誘起処置や卵胞発育障害の治療に用いられる。また、非繁殖季節の羊にPMSGを投与すると排卵が誘起される。未産牛では1500~2500IU、経産牛では2500~3500IUを1回筋肉注射することにより過剰排卵を誘起することができる。

## 動物福祉
ホルモンを生成するために、馬が妊娠と中絶を繰り返させられることや、栄養状態の低下が血中のPMSG濃度の上昇につながることから、牝馬にほとんど餌を与えず、衰弱させていることなどが動物福祉の観点から問題視されている。ある調査では、抽出にあたって馬に拘束具が使用されていたことが明らかになっている。